# Koitere
Koitere är en sjö i Finland. Den ligger i kommunen Ilomants i landskapet Norra Karelen, i den östra delen av landet, 400 km nordost om huvudstaden Helsingfors. Koitere ligger 143,4 meter över havet. Den är 46,46 meter djup. Arean är 163,67 kvadratkilometer och strandlinjen är 424,22 kilometer lång. Sjön  ingår i Vuoksens huvudavrinningsområde.   Den sträcker sig 27,3 kilometer i nord-sydlig riktning, och 20,6 kilometer i öst-västlig riktning.